# Gypona consimila
Gypona consimila är en insektsart som beskrevs av Delong 1980. Gypona consimila ingår i släktet Gypona och familjen dvärgstritar. Inga underarter finns listade i Catalogue of Life.